# ساهامباوی
ساهامباوی (به لاتین: Sahambavy) یک منطقهٔ مسکونی در ماداگاسکار است که در لالانژینا واقع شده‌است. ساهامباوی ۱۹٫۴۰۳ نفر جمعیت دارد و ۱٬۱۱۶ متر بالاتر از سطح دریا واقع شده‌است.